# بونتياك فايربيرد
تم بناء بونتياك فايربيرد من قبل بونتياك جنرال موتورز في عام 1967 و2002م. وقدم فايربيرد في نفس العام كنموذج تقاسم منصة صناعة السيارات، وشيفروليه كامارو. تزامن ذلك مع الإفراج عنه عام 1967 ميركوري كوجر، الذي يشارك برنامجه مع سيارة أخرى فورد موستانغ.
ومدعوم من المركبات حسب مختلف محركات أربع أسطوانات، v6 ست أسطوانات، وV8 ثماني أسطوانات مصدرها عدة أقسام جنرال موتورز. بينما في المقام الأول بونتياك بإطاقة حتى عام 1977م، وقد بُنِيَتْ Firebirds مع عدة محركات مختلفة تقريبا من تقسيم جنرال موتورز حتى عام 1982م عندما بدأت جنرال موتورز إلى وقف المحركات، شعرت بأنها كانت لها لزوم وإما تنتشر تصاميم ناجحة من الانقسامات الفردية بين جميع الشعب أو استخدام محركات جديدة من الهندسة المعمارية للشركات.

## معرض صور

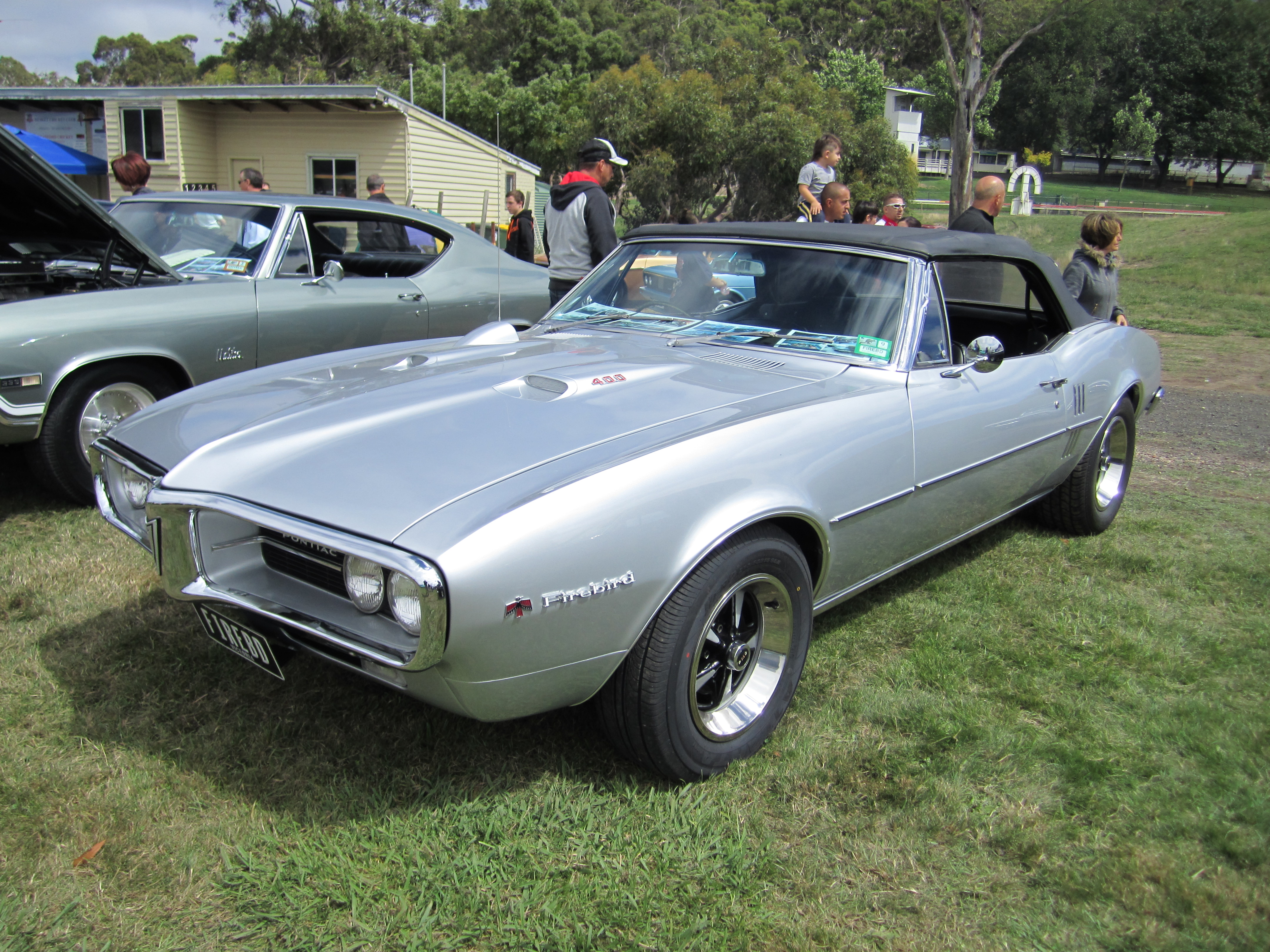
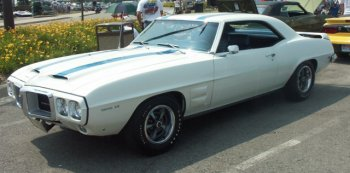
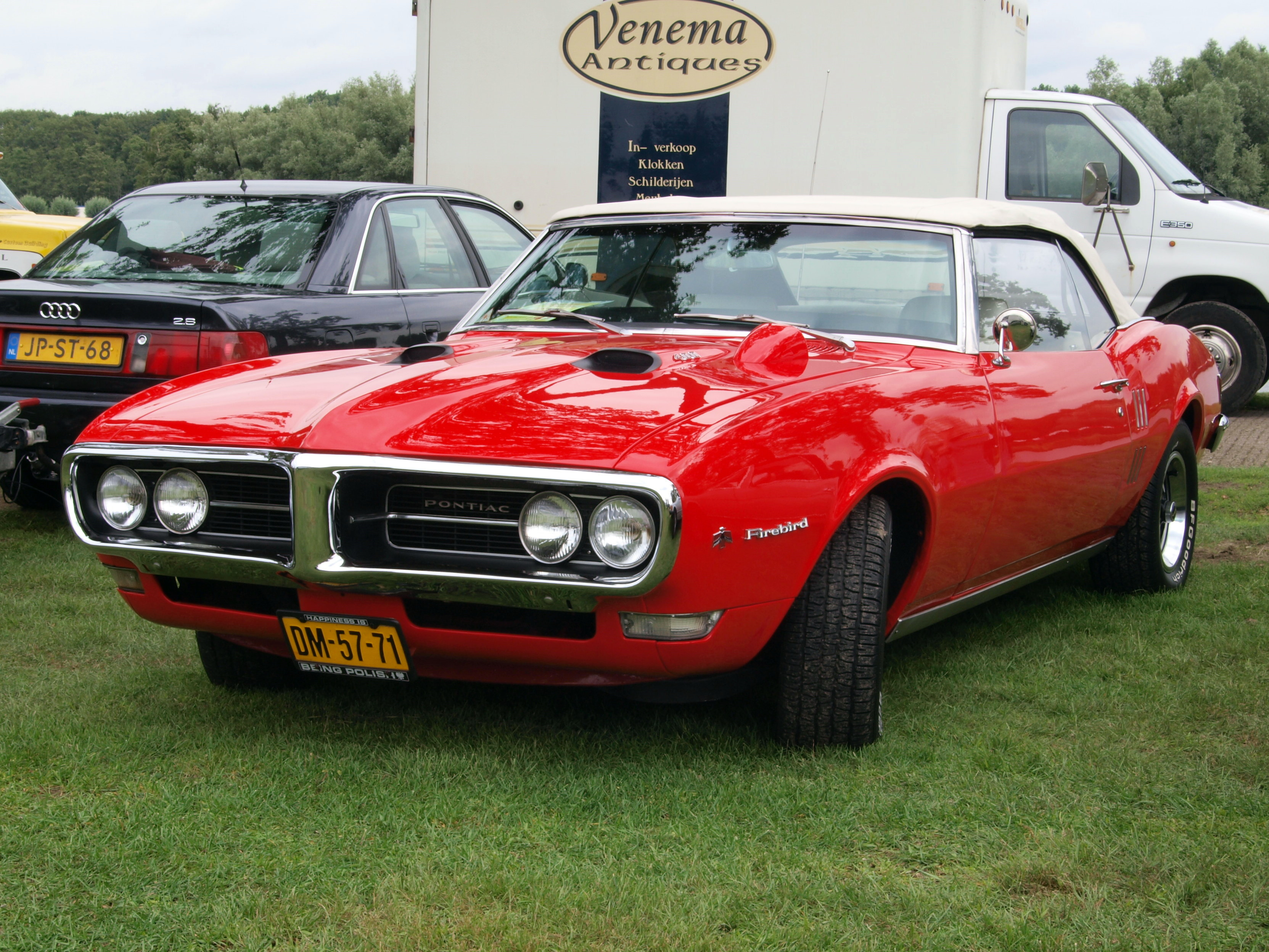

## المصدر
- Pontiac Firebird#1998.E2.80.932002